# A kékszakállú herceg vára
O Castelo de Barba-Azul (Húngaro: A kékszakállú herceg vára) é uma ópera em um ato, a única de autoria do húngaro Béla Bartók, composta em 1911. O libreto foi escrito pelo poeta Béla Balázs, também húngaro, amigo de Bartók, inspirado pelo conto Barba-Azul, de Charles Perrault.
Forte em aspectos simbolistas, a obra utiliza-se  de apenas dois cantores acompanhados por uma grande orquestra, de mais de noventa músicos.

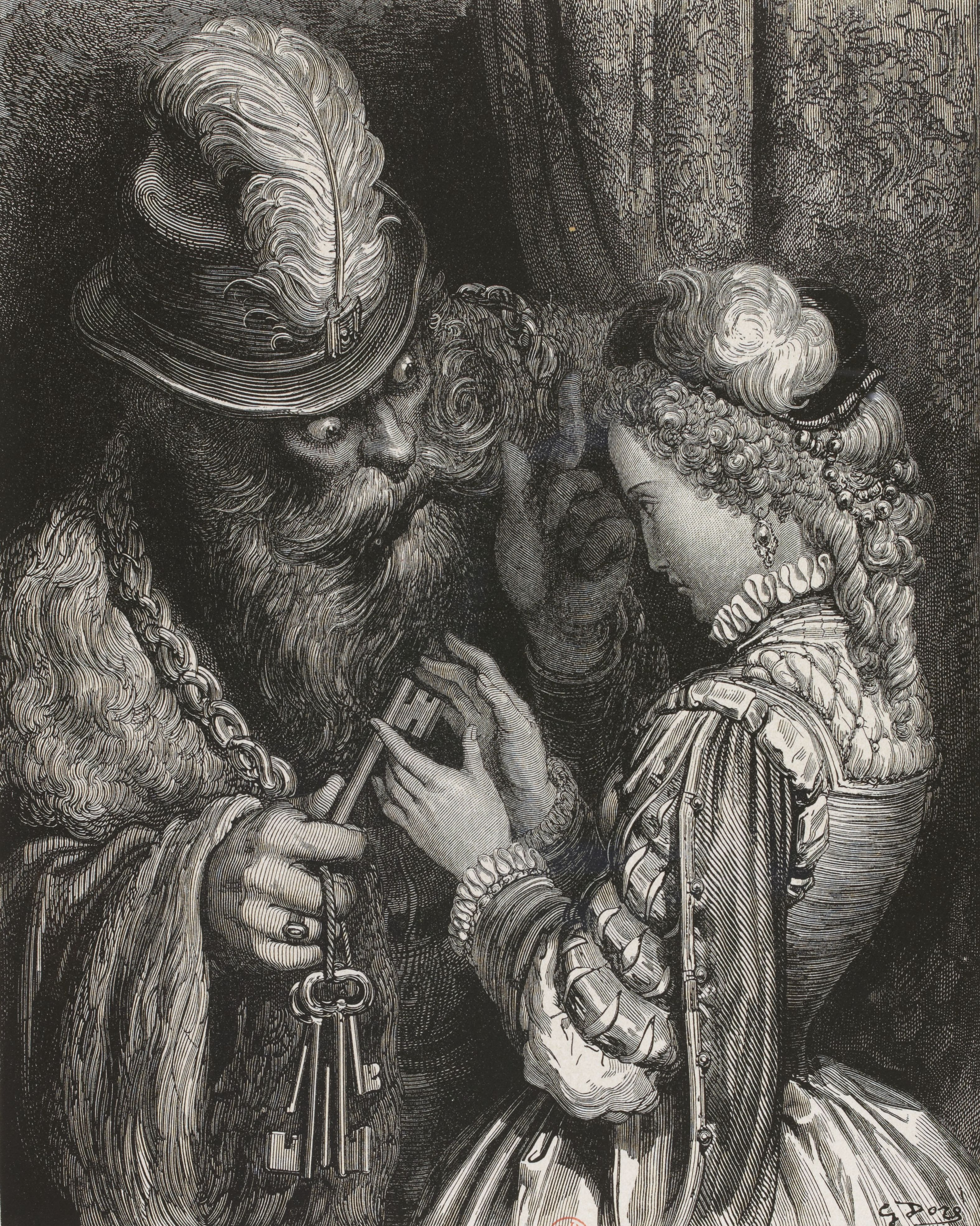
O Barba Azul e sua jovem esposa, em ilustração de Gustave Doré (1867).

## Histórico
Balázs escreveu o libreto de O Castelo do Barba-Azul entre 1908 e 1910. Em seguida, Bartók compôs a ópera a fim de disputar um concurso de música para teatro, sem entretanto conseguir o prêmio. Acrescentou algumas alterações em 1912, para um novo concurso, e deu forma final à composição em 1917.
A primeira montagem aconteceu em 1918, com Oszkár Kálmán como Barba-Azul e Olga Haselbeck no papel de Judite.
Após a revolução de 1919, Bartók foi obrigado pelo governo húngaro a retirar da ópera o nome de Balázs, que havia fugido do país e se exilado em Viena. O Castelo do Barba-Azul só voltaria a ser encenada na Hungria em 1936.

## Sinopse
A história se passa no interior de um castelo, com apenas dois personagens: os recém-casados Barba-Azul (baixo ou baixo-barítono) e Judite (soprano ou meio-soprano. As três primeiras mulheres de Barba-Azul aparecem em cena, porém em papeis mudos, e há ainda um prólogo narrado por um Bardo.
A ópera começa com a chegada do casal ao castelo. Pesa sobre o nobre a suspeita de haver matado suas três primeiras mulheres, e por isso Judite, diante da escuridão do ambiente, pede que as portas sejam abertas.
Barba-Azul resiste, mas, diante da insistência da mulher, vai abrindo uma a uma as portas de sete aposentos, revelando uma câmara de torturas, um jardim e um lago de lágrimas, entre outros.

## Montagens no Brasil
No Brasil, a ópera ganhou uma montagem de Felipe Hirsch. Apresentada inicialmente em 2006, em Belo Horizonte, foi levada a São Paulo em 2008, quando ganhou o Prêmio Carlos Gomes. Em 2011, foi apresentada no Rio de Janeiro

## Apreciação
George Steiner escreveu um ensaio sobre esta obra.